# Joaquim Rifé
Joaquim Rifé Climent (Barcelona, 4 de fevereiro de 1942) foi um futebolista espanhol, capitão do Barcelona, e o nono jogador que mais vestiu a camisa do clube, em um total de 535 partidas disputadas. Ele jogou no time principal por 12 temporadas, entre 1964 e 1976. Após sua aposentadoria como jogador, ele se tornou um dos treinadores da equipe e no final da temporada 1978-79 ele assumiu o comando da equipe junto com seu assistente Torres. Como treinador do Barcelona, o maior sucesso de Rifé foi vencer a Taça dos Clubes Vencedores de Taças de 1978–79, o primeiro troféu de uma prova da UEFA conquistado pelo clube da Catalunha.
Seu irmão Llorenç também era jogador de futebol.

## Títulos
- 1 Taça dos Clubes Vencedores de Taças: 1978–79.
- 1 La Liga: 1973–74.
- 2 Copa del Rey: 1967–68, 1970–71.
- 2 Taça das Cidades com Feiras: 1965–66, Troféu Play-Off de 1971